# Al-Dakhwar
Muhaḍḍabuddin Abd al-Rahim bin Ali bin Hamid al-Dimashqi (en arabe : مهذب الدين عبد الرحيم بن علي بن حامد الدمشقي) connu sous le nom al-Dakhwar (en arabe : الدخوار) (1230-1170) était un médecin arabe qui a servi plusieurs dirigeants de la dynastie ayyoubide. Il était également responsable administrativement de la médecine au Caire et à Damas. Al-Dakhwar a formé ou influencé la plupart des médecins éminents d'Égypte et de Syrie au cours du siècle, y compris l'écrivain Ibn Abi Usaybi'a et Ibn al-Nafis, le découvreur de la circulation sanguine dans le corps humain.
Al-Dakhwar a eu le titre Ra'is al-Tibb qui signifie : Chef de la Médecine.

## Biographie
Al-Dakhwar est né et a grandi à Damas, le fils d'un oculiste. Initialement, lui aussi était un oculiste à l'hôpital Nuri de Damas, mais par la suite, il a étudié la médecine avec Ibn al-Matran.

## Médecin des Ayyoubides
En 1208, al-Adel, le sultan d'Égypte, a dit à son vizir al-Sahib ibn Shukur, qu'il avait besoin d'un autre médecin avec des compétences équivalentes du chef de la médecine de l'époque, Abd al-Aziz al-Sulami. Al-Adel croyait qu'al-Sulami était suffisamment occupé en tant que médecin de l'armée. Ibn Shukur a recommandé al-Dakhwar pour le poste et lui a offert 30 dinars par mois. Al-Dakhwar l'a refusé, citant qu'al-Sulami reçoit 100 dinars par mois et déclarant « Je connais mes capacités dans ce domaine et je n'en prendrai pas moins ! ». Al-Sulami est décédé le 7 juin et peu de temps après al-  Dakhwar lui-même a entré en contact avec al-Adel, et ce dernier a été très impressionné par lui. Il l'a non seulement nommé son médecin personnel, mais aussi l'un de ses confidents.
À la mort d'al-Adel, son fils et successeur à Damas, al-Mu'azzam, l'a nommé surintendant principal de l'hôpital Nasiri. Là, il a écrit des livres et a donné des conférences sur la médecine à ses étudiants. Plus tard, lorsque l'autre fils d'al-Adil, al-Ashraf, a annexé Damas après la mort d'al-Mu'azzam, al-Dakhwar a été promu médecin-chef de l'État ayyoubide.

## Œuvres

### Médecine
- al-Janinah (L'Embryon)
- Sharh Taqdimat-il-Ma'rifah (Commentaire sur l'Introduction de la Connaissance)
- Mukhtasar-ul-Hawil-il-Razi (Résumé de Al-Hawi d'Al-Razi)

### Poésie
- Kitab ul-Aghani (une version du « Livre des Chansons » par Abalphat d'Ispahan)